# Xã Washington, Quận Northumberland, Pennsylvania
Xã Washington (tiếng Anh: Washington Township) là một xã thuộc quận Northumberland, tiểu bang Pennsylvania, Hoa Kỳ. Năm 2010, dân số của xã này là 746 người.